# Primonengas
Das Primonengas ist ein Beispielmodell, das einzelne Konzepte aus der Quantenphysik, der Physik der Wärme und der Zahlentheorie verbindet. Es besteht aus hypothetischen Teilchen, den Primonen, die so heißen, weil ihre Energie von Primzahlen bestimmt wird.

## Übersicht
Die Idee des Primonengases geht zurück auf Bernard Julia.
Primonen sind Bosonen und wechselwirken nicht miteinander, beispielsweise stoßen sie nicht miteinander zusammen.

## Quantentheoretische Beschreibung

### Einzelnes Primon
Die Eigenzustände der einzelnen Teilchen haben Energien, die proportional zu den Logarithmen {\displaystyle \log p} der Primzahlen sind:
{\displaystyle H|p\rangle =E_{p}|p\rangle }
mit
{\displaystyle E_{p}=E_{0}\log p.}
Bei dieser „Nummerierung“ der Eigenzustände mit einer Teilmenge der natürlichen Zahlen werden keine Eigenzustände „weggelassen“; sie ist lediglich eine praktische Namensgebung.

### Vielteilchensystem
Ein Eigenzustand eines Systems aus beliebig vielen Primonen kann, da es sich um Bosonen handelt, so beschrieben werden: im Zustand zur Primzahl {\displaystyle p} befinden sich {\displaystyle k_{p}} Teilchen (Fockraum).
Dies ist analog zur Primfaktorzerlegung einer natürlichen Zahl {\displaystyle n}, bei der der Primfaktor {\displaystyle p} in der {\displaystyle k_{p}}-ten Potenz auftritt. Da jede natürliche Zahl eine eindeutige Primfaktorzerlegung hat (Fundamentalsatz der Arithmetik), entspricht jede natürliche Zahl {\displaystyle n} einem Zustand des Primonengases und umgekehrt. Die Zahl {\displaystyle n} enthält dabei die gesamte Information über die Besetzungszahlen der Einteilchenzustände (sie ist aber nicht die Gesamtzahl der Primonen). Es liegt daher nahe, den Zustand durch diese Zahl {\displaystyle n} zu benennen.
{\displaystyle |n\rangle =|k_{2},k_{3},k_{5},k_{7},k_{11}\ldots ,k_{p}\ldots \rangle }
mit
{\displaystyle n=2^{k_{2}}\cdot 3^{k_{3}}\cdot 5^{k_{5}}\cdot 7^{k_{7}}\cdot 11^{k_{11}}\ldots p^{k_{p}}\ldots }
Die Energie des Vielteilchenzustandes ist
{\displaystyle E(n)=\sum _{p}k_{p}E_{p}=E_{0}\cdot \sum _{p}k_{p}\log p=E_{0}\log n}

### Beispiele
- Der Zustand {\displaystyle |1\rangle } enthält keine Primonen und hat die Gesamtenergie 0.
- Der Zustand {\displaystyle |256\rangle } enthält acht Teilchen im Zustand 2 (dem niedrigsten Einteilchenzustand) und hat die Energie {\displaystyle \log(256)E_{0}}.
- Der Zustand {\displaystyle |360\rangle } enthält drei Teilchen im Zustand 2, zwei Teilchen im Zustand 3 und ein Teilchen im Zustand 5. Die Gesamtenergie ist {\displaystyle \log(360)E_{0}}.

## Thermodynamische Beschreibung
Die kanonische Zustandssumme {\displaystyle Z} ist gleich der Riemannschen Zeta-Funktion:
{\displaystyle Z(T):=\sum _{n=1}^{\infty }\exp \left({\frac {-E(n)}{k_{\mathrm {B} }T}}\right)=\sum _{n=1}^{\infty }\exp \left({\frac {-E_{0}\log n}{k_{\mathrm {B} }T}}\right)=\sum _{n=1}^{\infty }{\frac {1}{n^{s}}}=\zeta (s)}
Dabei ist {\displaystyle s=E_{0}/k_{\mathrm {B} }T}, {\displaystyle k_{\mathrm {B} }} die Boltzmann-Konstante und {\displaystyle T} die Temperatur in Kelvin. Die Divergenz der Zeta-Funktion bei {\displaystyle s=1} entspricht der Divergenz der Zustandssumme bei der Hagedorn-Temperatur {\displaystyle T=E_{0}/k_{\mathrm {B} }}.

## Fermionen
Man kann alternativ auch fermionische Primonen betrachten.
Dabei kann jeder Einteilchenzustand nur einmal besetzt sein. Auch dies führt zu einer interessanten zahlentheoretischen Aussage: die Zahlen {\displaystyle n} müssen dann nämlich quadratfrei sein.